# Bahnstrecke Lüneburg–Bleckede
| Bahnhof Boltersen |                                                                                          |                                        |                                        |
| Streckennummer (DB): | 9110                                                                                     |                                        |                                        |
| Kursbuchstrecke (DB): | ex 109d                                                                                  |                                        |                                        |
| Kursbuchstrecke: | 91f (1934 Lüneburg-Bleckede) 104k (1939 Lüneburg-Bleckede) 109c (1946 Lüneburg-Bleckede) |                                        |                                        |
| Streckenlänge: | 23,78 km                                                                                 |                                        |                                        |
| Spurweite: | 1435 mm (Normalspur)                                                                     |                                        |                                        |
| Streckengeschwindigkeit: | 50 km/h                                                                                  |                                        |                                        |
| |                                                                                          |                                        |                                        |
| \| \| \| von Lüneburg Ostseite \| \| \| \| 0,0 \| Lüneburg Nord (Bleckeder Bahnhof) \| 15,36 m \| \| \| \| \| \| \| \| \| nach Lübeck \| \| \| \| 1,134 \| Meisterweg \| Meisterweg \| \| \| 1,2 \| Meisterweg \| Meisterweg \| \| \| \| zum Hafen Lüneburg \| \| \| \| 1,218 \| Infrastrukturgrenze SInON/BlKB \| Infrastrukturgrenze SInON/BlKB \| \| \| 3,4 \| Erbstorf Ziegelei \| 30,0 m \| \| \| 4,7 \| Erbstorf ehem. Bahnhof \| 28,8 m \| \| \| \| Elbe-Seitenkanal (seit 1975) \| \| \| \| 7,3 \| Scharnebeck \| 22,01 m \| \| \| 8,9 \| Rullstorf \| 15,65 m \| \| \| 11,7 \| Boltersen \| 16,1 m \| \| \| 16,0 \| Neetze \| 16,57 m \| \| \| \| nach Garze \| \| \| \| 19,2 \| Neu Neetze \| 13,58 m \| \| \| \| von Garze \| \| \| \| 23,80,0 \| Bleckede \| 8,7 m \| \| \| \| vom Hafen Bleckede \| \| \| \| 1,3(0,0) \| Bleckede Süd/Vorbahnhof von Wendewisch \| Bleckede Süd/Vorbahnhof von Wendewisch \| \| \| \| \| \| \| \| \| \| \| \| \| \| Anschluss Ölhof \| \| \| \| \| zum Ölhof \| \| \| \| (1,3) \| Bleckede Waldfrieden \| Bleckede Waldfrieden \| \| \| \| Grenze OHE/HEW-Anschluss \| \| \| \| \| Hp Waldfrieden \| \| \| \| 6,1 \| Alt Garge heute Draisinenbahnhof \| Alt Garge heute Draisinenbahnhof \| \| \| \| vom und zum Hafen \| \| \| \| \| \| \| \| \| 7,8 \| Kraftwerk Ost-Hannover \| Kraftwerk Ost-Hannover \| \| \| \| \| \| \| Draisinenbetrieb \| \| \| \| ORM-Karte |                                                                                          |                                        |                                        |
| Strecke von links |                                                                                          | von Lüneburg Ostseite                  | von Lüneburg Ostseite                  |
| Kopfbahnhof Streckenanfang · Strecke | 0,0                                                                                      | Lüneburg Nord (Bleckeder Bahnhof)      | 15,36 m                                |
| Abzweig geradeaus und von links · Abzweig geradeaus und nach rechts |                                                                                          |                                        |                                        |
| Strecke · Strecke nach links |                                                                                          | nach Lübeck                            | nach Lübeck                            |
| Bahnübergang | 1,134                                                                                    | Meisterweg                             | Meisterweg                             |
| Dienststation / Betriebs- oder Güterbahnhof | 1,2                                                                                      | Meisterweg                             | Meisterweg                             |
| Abzweig geradeaus und nach rechts |                                                                                          | zum Hafen Lüneburg                     | zum Hafen Lüneburg                     |
| Wechsel des Eisenbahninfrastrukturunternehmens | 1,218                                                                                    | Infrastrukturgrenze SInON/BlKB         | Infrastrukturgrenze SInON/BlKB         |
| Bahnhof | 3,4                                                                                      | Erbstorf Ziegelei                      | 30,0 m                                 |
| Haltepunkt / Haltestelle | 4,7                                                                                      | Erbstorf ehem. Bahnhof                 | 28,8 m                                 |
| Tunnel bzw. Unterführung unter Wasserlauf |                                                                                          | Elbe-Seitenkanal (seit 1975)           | Elbe-Seitenkanal (seit 1975)           |
| Bahnhof | 7,3                                                                                      | Scharnebeck                            | 22,01 m                                |
| Haltepunkt / Haltestelle | 8,9                                                                                      | Rullstorf                              | 15,65 m                                |
| Bahnhof | 11,7                                                                                     | Boltersen                              | 16,1 m                                 |
| Haltepunkt / Haltestelle | 16,0                                                                                     | Neetze                                 | 16,57 m                                |
| Abzweig geradeaus und ehemals nach links |                                                                                          | nach Garze                             | nach Garze                             |
| Haltepunkt / Haltestelle | 19,2                                                                                     | Neu Neetze                             | 13,58 m                                |
| Abzweig geradeaus und ehemals von links |                                                                                          | von Garze                              | von Garze                              |
| Bahnhof | 23,80,0                                                                                  | Bleckede                               | 8,7 m                                  |
| Abzweig geradeaus und von links |                                                                                          | vom Hafen Bleckede                     | vom Hafen Bleckede                     |
| Dienststation / Betriebs- oder Güterbahnhof | 1,3(0,0)                                                                                 | Bleckede Süd/Vorbahnhof von Wendewisch | Bleckede Süd/Vorbahnhof von Wendewisch |
| Verschwenkung nach links |                                                                                          |                                        |                                        |
| Verschwenkung von links · Verschwenkung von rechts (Strecke außer Betrieb) |                                                                                          |                                        |                                        |
| Dienststation / Betriebs- oder Güterbahnhof · Strecke (außer Betrieb) |                                                                                          | Anschluss Ölhof                        | Anschluss Ölhof                        |
| Abzweig geradeaus und ehemals nach rechts · Strecke (außer Betrieb) |                                                                                          | zum Ölhof                              | zum Ölhof                              |
| Kopfbahnhof Streckenende · Strecke (außer Betrieb) | (1,3)                                                                                    | Bleckede Waldfrieden                   | Bleckede Waldfrieden                   |
| Wechsel des Eisenbahninfrastrukturunternehmens |                                                                                          | Grenze OHE/HEW-Anschluss               | Grenze OHE/HEW-Anschluss               |
| Haltepunkt / Haltestelle |                                                                                          | Hp Waldfrieden                         | Hp Waldfrieden                         |
| Bahnhof | 6,1                                                                                      | Alt Garge heute Draisinenbahnhof       | Alt Garge heute Draisinenbahnhof       |
| Abzweig geradeaus, ehemals nach links und ehemals von links |                                                                                          | vom und zum Hafen                      | vom und zum Hafen                      |
| Strecke von links (außer Betrieb) · Abzweig geradeaus und nach rechts (Strecke außer Betrieb) |                                                                                          |                                        |                                        |
| Betriebs-/Güterbahnhof Streckenende (Strecke außer Betrieb) · Haltepunkt / Haltestelle Streckenende (Strecke außer Betrieb) | 7,8                                                                                      | Kraftwerk Ost-Hannover                 | Kraftwerk Ost-Hannover                 |
| |                                                                                          |                                        |                                        |
| Draisinenbetrieb |                                                                                          |                                        |                                        |

Die Bahnstrecke Lüneburg–Bleckede ist eine normalspurige, 24 Kilometer lange Eisenbahnstrecke, die durch die Schieneninfrastruktur Ost-Niedersachsen GmbH (SInON) und die Bleckeder Kleinbahn UG (haftungsbeschränkt) betrieben wird.

## Geschichte
Am 1. September 1904 eröffnete die Bleckeder Kreisbahn eine Zweigstrecke von Karze an der bereits bestehenden Strecke Bleckede–Echem nach Lüneburg. Die Spurweite betrug 750 Millimeter. Der Verkehr entwickelte sich zufriedenstellend, 1912 wurde der Verkehr mit Rollböcken aufgenommen. Da bei Bleckede größere Tankanlagen der Marine entstanden, wurde die Umspurung der Strecke Lüneburg–Bleckede beschlossen. Um das nötige Kapital zu beschaffen, wurde die Bleckeder Kleinbahn GmbH gegründet, an der neben dem Kreis Bleckede auch die Provinz Hannover und der Staat Preußen Anteile übernahmen. Zwischen Neetze und Bleckede wurde die Strecke neu trassiert, um den Umweg über Karze zu vermeiden. Am 1. März 1919 wurde die umgespurte Strecke eröffnet.
Die Betriebsführung hatte ab 1. Dezember 1921 das Niedersächsische Landeskleinbahnamt inne.
1931 wurde der Landkreis Bleckede aufgelöst und dem Landkreis Lüneburg zugeschlagen, der damit auch Gesellschafter der Kleinbahn wurde. Das drückte sich in einer Umfirmierung aus, die Gesellschaft hieß nun Kleinbahn Lüneburg–Bleckede.
Ab 10. September 1943 hieß die Bahn Lüneburg–Bleckeder Eisenbahn, am 10. Juli 1944 erfolgte die Fusion zu den Osthannoverschen Eisenbahnen. Am 22. Februar 1945 wurde bei einem Luftangriff auf Lüneburg der Endbahnhof der Bahnstrecke Lüneburg–Bleckede schwer beschädigt.
In Bleckede schloss sich seit 1943 eine sechs Kilometer lange Bahn der Hamburger Elektrizitätswerke zum Kraftwerk Ost-Hannover in Alt Garge an, die von der Bleckeder Kleinbahn und später ihrer Nachfolgerin, den OHE, betrieben wurde. Der öffentliche Personenverkehr wurde auf diesem Abschnitt 1954 aufgenommen.
1976 wurde, durch den Neubau des Elbe-Seitenkanals bedingt, die Streckenführung zwischen Erbstorf und Scharnebeck verändert. Die Strecke unterquert nun gemeinsam mit der Kreisstraße 53 den Elbe-Seitenkanal in einem tunnelartigen Bauwerk.
Nachdem die Ladegleise in mehreren kleineren Bahnhöfen wie Rullstorf und Neetze nicht mehr benötigt wurden, sind deren Anschlussweichen 2002 im Zusammenhang mit der Sanierung einzelner Streckenabschnitte ausgebaut worden.
Aufgrund des schlechten Zustandes der Strecke beantragte die OHE 2009 eine Stilllegung. 2010 wurde sie für den Schienenverkehr gesperrt. Da die Arbeitsgemeinschaft Verkehrsfreunde Lüneburg (AVL) ein Interesse an dem Weiterbetrieb für ihre Züge Heide-Express hatten, gründeten sie die Bleckeder Kleinbahn UG (haftungsbeschränkt), die die Strecke ab 15. Januar 2012 von der OHE pachtete und seitdem als EIU ab dem Kilometer 1,2 auftritt. Die AVL haben Teile der Strecke inzwischen saniert. In Erbstorf Ziegelei wurde das zweite Bahnhofsgleis wieder in Betrieb genommen, die Station hat somit wieder Bahnhofsstatus.
Der übrige Abschnitt Lüneburg Nord–Lüneburg Meisterweg wurde weiterhin von der OHE betrieben und 2022 von der Schieneninfrastruktur Ost-Niedersachsen GmbH übernommen.

## Betrieb

### Personenverkehr
Der Endbahnhof Lüneburg Nord lag einige hundert Meter von den Staatsbahnhöfen entfernt, was für Übergangsreisende beschwerlich war. Nach der Umspurung verkehrten drei Zugpaare täglich, sie brauchten mit einer Stunde Fahrzeit fast genauso lange wie die Schmalspurzüge. Ab 1933 wurden Triebwagen eingesetzt, die eine leichte Verkürzung der Fahrtzeit ermöglichten. Ab 1951 fuhren dann auch Eilzüge, die die Strecke in 35 Minuten zurücklegten. 1954 verkehrten erstmals Personenzüge bis Alt Garge. 1960 wurden die Personenzüge in den Bahnhof Lüneburg Ost eingeführt, was für Umsteigende eine erhebliche Verbesserung war. In der Zeit von 1950 (fünf Zugpaare) bis 1970 (neun Zugpaare) wurde der Verkehr verdichtet.
Am 2. Juni 1973 wurde der Personenverkehr Bleckede–Alt Garge eingestellt, am 21. Mai 1977 auch der Verkehr Lüneburg–Bleckede.
Seit 2010 findet auf der Strecke zwischen Lüneburg und Bleckede an einigen Wochenenden im Jahr wieder Personenverkehr statt, der von der Touristik-Eisenbahn Lüneburger Heide GmbH, einer Tochtergesellschaft der Arbeitsgemeinschaft Verkehrsfreunde Lüneburg, betrieben wird. Am 15. Januar 2012 übernahm die Bleckeder Kleinbahn UG per Pachtvertrag die Strecke von der OHE.
Vom 15. bis 19. Mai 2017 wurde probeweise ein Verkehr mit fünf Zugpaaren angeboten. Zum Einsatz kam ein LHB VT 2E der Ascherslebener Verkehrsgesellschaft. Vom 11. bis 16. Dezember 2017 wurde dieser Probeverkehr mit einem noch etwas erweiterten Fahrtenangebot wiederholt.
Auch unter dem Einfluss des guten Ergebnisses der Probeverkehre stellte der Landkreis Lüneburg im Jahr 2018 100.000 € an Haushaltsmitteln für ein Gutachten bereit, das die Reaktivierung des Personenverkehrs auf dieser Strecke sowie der Strecke Lüneburg–Soltau neu bewerten soll. Bisherige Arbeiten hatten hier kein ausreichendes Kosten-Nutzen-Verhältnis prognostiziert.

### Güterverkehr
Der Güterverkehr diente überwiegend dem Landhandel, an mehreren Bahnhöfen gab es große Lagerhäuser. Der Ölverkehr, Anlass für die Umspurung, kam nicht in Gang; erst während des Zweiten Weltkrieges erfolgten nennenswerte Öltransporte. Das Kraftwerk Alt Garge erhielt die benötigte Kohle auf dem Wasserweg. Auch der Hafen Bleckede erbrachte nur geringe Umsätze.
Wie auch auf vielen anderen OHE-Strecken war das Militär mit der Tankanlage in Bleckede einer der größten Kunden. Nach der Verlagerung des Verkehrs für den Landhandel auf die Straße und der Aufgabe der Rübenverladung verkehrten nur noch bedarfsweise Güterzüge, vor allem im Holzverkehr. Dafür wurde auch der schon ab dem 31. Dezember 1994 nicht mehr bediente Streckenast nach Waldfrieden wieder benutzt. Als Transportfahrzeug wurde dabei ein Zweiwegefahrzeug eingesetzt. Lediglich das Industriegebiet nördlich von Lüneburg wurde häufiger bedient.
Am 31. Dezember 2007 wurde der Güterverkehr nach Bleckede eingestellt.
Am 11. und 12. August 2016 gab es wieder Güterzugfahrten zwischen Lüneburg und Bleckede-Hafen für das Kieswerk Bleckede. Diese Fahrten waren ein Probebetrieb, der die Möglichkeiten einer Wiederaufnahme eines regelmäßigen Güterverkehrs darstellen sollte.
Am 12. Juni 2023 befuhr ein Güterzug die Strecke, der eigentlich über die Industrie- und Hafenbahn Ost den Hafen Lüneburg erreichen sollte. Der Zug eines privaten Unternehmens beförderte Baustoffe und war 220 Meter lang und 1500 t schwer. Der Triebfahrzeugführer übersah, dass eine Handweiche in Richtung des geradlinigen nach Bleckede führenden Strangs gestellt war, missachtete auf dem weiteren Weg mehrere Trapeztafeln und fuhr regelwidrig mit 50 km/h bis zum Ende der Strecke in Bleckede. Es kam nicht zu Personenschäden, aber die Gleise wurden nach Angabe des Streckenbetreibers beschädigt. Die Touristik-Eisenbahn Lüneburger Heide GmbH teilte mit, die Personenzugfahrten bis zur Instandsetzung auszusetzen. Am 2. Juli 2023 war die Befahrbarkeit wiederhergestellt und der Betrieb konnte wieder aufgenommen werden.

### Touristischer Verkehr
Der Streckenabschnitt zwischen dem Haltepunkt Waldfrieden und Alt Garge kann seit 2005 mit Draisinen befahren werden.

## Aw Bleckede
In Bleckede befindet sich seit 1922 ein Ausbesserungswerk, in dem, neben eigenen Fahrzeugen, auch die von anderen Privat- und Werkbahnen instand gehalten wurden. Bei der OHE war es neben Celle eine von zwei Werkstätten (2003 kam die Werkstatt in Uelzen hinzu). Auch nach der Abgabe der eigenen OHE-Fahrzeuge werden hier Fahrzeuge von Fremdunternehmen und Eisenbahnvereinigungen instand gesetzt, die über die Strecke von und nach Lüneburg überführt werden.